# Pardosa mackenziana
Pardosa mackenziana là một loài nhện trong họ Lycosidae.
Loài này thuộc chi Pardosa. Pardosa mackenziana được Eugen von Keyserling miêu tả năm 1877.